# Șamșud
Șamșud è un comune della Romania di 1 795 abitanti, ubicato nel distretto di Sălaj, nella regione storica della Transilvania. 
Il comune è formato dall'unione di 2 villaggi: Șamșud e Valea Pomilor.